# Friedrich Ruthardt
Friedrich Ruthardt (Herrenberg, 9 dicembre 1802 – Stoccarda, 23 maggio 1862) è stato un compositore e oboista tedesco.
Suonò nell'orchestra di corte di Stoccarda e compose pezzi per l'oboe e la cetra. Uno dei più noti concerti per oboe dell'Ottocento, di Bernhard Molique, fu probabilmente scritto da Ruthardt, e suonò per la prima volta a Stoccarda nel 1829.
Due dei suoi figli erano anche musicisti: Julius Ruthardt (1841-1909), violinista; e Adolf Ruthardt (1849-1934), insegnante di musica e compositore.